# Duarte de Sande
Duarte de Sande (1547 - 1599) jesuïta portuguès, missioner a la Xina durant el regnat de l'emperador Wanli de la dinastia Ming.

## Biografia
Duarte (o Eduardo) de Sande va néixer el 25 d'octubre de 1547 a Guimarães, a prop de Braga, Portugal.
Va entrar al noviciat de la Companyia de Jesús a Lisboa el juny de 1562 i va morir a Macau a finals del mes de juliol de 1599.

### Missioner a la Xina
El 24 de març de 1578 va sortir una expedicó de jesuítes des de Lisboa, en el vaixell "Sant Louis" i viatjava Matteo Ricci, i en els altres dos, entre altres religiosos hi anaven Duarte de Sande amb els italians Francesco Pasio i Rodolfo Aqcuaviva (nebot de Claudio Acquaviva). L'expedició inicialment va arribar a Goa, i posteriorment van viatjar fins a Macau, on hi van arribar el 31 de juliol de 1585
El 1582, Michele Ruggieri i Francesco Pasio van instal·lar-se a Zhejiang, província de Guangzhou, per ampliar la missió fora de Macau, però degut a la destitució del governador provincial Chen Rui, van ser obligats a tornar a Macau. Pasio va ser enviat cap el Japó i Ruggieri va unir-se amb Ricci, fins que l'agost de 1583, el nou prefecte, Wang Pan els va autoritzar a tornar a Zhejiang. De fet va ser Duarte de Sande el primer en arribar, viatjant en una embarcació de Ruggieri que estava a Macau fen compres per compte del governador del governador Wang Pan. El governador va facilitar a Sande una autorització temporal per instal·larse a la ciutat, però al tenir un permis temporal va tornar a Macau, fins que al plegar Wang Pan va tornar a Zhaoqing, però un altre cop, després de greus conflictes amb la població local va tornar a Macau.
El Visitador de la Companyia, Alessandro Valignano el va nomenar superior de la Missió a la Xina durant els anys 1585 a 1597 i superior del col·legi de Macau.
Duarte de Sande com a superior d'en Matteo Ricci va tenir molta relació epistolar amb aquest. Durant el viatge que va fer Ricci el 1595, fins a Pequín, va escriure moltes cartes, on explicava les vicissituds del viatge i les característiques dels país i de la població, així com les dificultats de la tasca evangelitzadora i d'obtenir l'autorització de residencia. Ricci un cop instal·lat a Nanchang li va demanar a Sande que li envies ajut, tant de tipus econòmic com de més missioners. El mateix Ricci va succeir a Sande com superior de las Missió dels jesuïtes a la Xina.